# Stare mentală
Starea mentală este o indicație a sănătății psihice a unei persoane, determinată prin examinare.